# Monasterio de Rodilla
Monasterio de Rodilla – gmina w Hiszpanii, w prowincji Burgos, w Kastylii i León, o powierzchni 37,14 km². W 2011 roku gmina liczyła 200 mieszkańców.